# 烏爾登額 (乾隆進士)
烏爾登額（？—？），字景雲，完颜氏，内务府满洲镶黄旗人。雍正壬子举人，乾隆丙辰进士。
后官詹事府左中允，翰林院编修、侍读学士。

## 家族
烏爾登額出身著名的清代内务府完颜世家，为金世宗的后人，其家族累清一代多出科举官僚：
- 阿什坦，顺治九年策試满洲进士，为著名的清初大儒。

- 留保，康熙辛丑进士，明史馆职官，官至盛京工部侍郎，著有《大清名臣言行錄》。

- 蘊秀，都察院右副都御史、河道总督完颜伟之曾孙，道光丙戌进士，山西闻喜县知县。

- 麟慶，河南布政使完颜岱之孙，嘉庆己巳进士，南河总督，治水能臣，也是嘉道年间的名士。

- 崇实，麟慶长子，道光庚戌进士，官至四川总督、盛京将军、刑部尚书等要职，谥文勤。

- 嵩申，崇实之子，同治戊辰进士，理藩院、工部、刑部三部尚书，太子太保、太子少保，谥文恪。[2]